# Campeonato Sub-19 femenino de la AFC de 2019
El Campeonato Sub-19 femenino de la AFC 2019 fue la décima edición del Campeonato Asiático Femenino Sub-19. Después de una fase clasificatoria participan ocho equipos de la AFC. El torneo se llevó a cabo en Tailandia entre el 27 de octubre y el 9 de noviembre de 2019. Fue la última edición bajo el formato de Sub-19, a partir de 2022, es la categoría Sub-20.
Los 3 primeros equipos de la fase final del grupo clasificaron para la Copa Mundial Femenina de Fútbol Sub-20 de 2021.

## Sistema de competición
Los 8 equipos participantes se dividieron en 2 grupos de cuatro equipos cada uno en un sistema de todos contra todos a una sola rueda, clasificándose para semifinales los 2 primeros de cada grupo.

Cuatro equipos se clasificaron directamente para el torneo final: la anfitriona Tailandia y los tres primeros de 2017 Japón, Corea del Norte y China. Los otros cuatro puestos fueron determinados en la etapa de clasificación.
Un total de 27 equipos entraron en la fase de clasificación. Debido al aumento en el número de equipos, se programaron dos rondas de clasificación por primera vez. La primera ronda estuvo programada del 20 al 28 de octubre de 2018, y la segunda ronda estuvo programada del 22 al 30 de abril de 2019.

## Sorteo
El sorteo se realizó el 23 de mayo de 2019 en el hotel Oakwood en Chonburi, Tailandia.

## Primera ronda

### Grupo A
| Equipo          | Pts | PJ | PG | PE | PP | GF | GC | Dif |
| --------------- | --- | -- | -- | -- | -- | -- | -- | --- |
| Corea del Norte | 9   | 3  | 3  | 0  | 0  | 11 | 2  | +9  |
| Australia       | 6   | 3  | 2  | 0  | 1  | 5  | 6  | -1  |
| Vietnam         | 3   | 3  | 1  | 0  | 2  | 2  | 4  | -2  |
| Tailandia       | 0   | 3  | 0  | 0  | 3  | 2  | 8  | -6  |

| 27 de octubre de 2019, 16:00 | Corea del Norte                                                      | 5:1 (2:1) | Australia          | IPE Chonburi Stadium, Chonburi, Tailandia              |                                                        |
|                              | - Hyang 19' - Ji-hwa 30' - Kum-hyang 74' - Il-gyong 83' - Yun-ok 88' | Reporte   | - 16' Cooney-Cross | Asistencia: 170 espectadores Árbitra: Edita Mirabidova | Asistencia: 170 espectadores Árbitra: Edita Mirabidova |

| 27 de octubre de 2019, 19:00 | Tailandia | 0:2 (0:0) | Vietnam                                | Chonburi Stadium, Chonburi, Tailandia                |                                                      |
|                              |           | Reporte   | - 58' (pen.) Tuyết Ngân - 90+2' Vạn Sự | Asistencia: 200 espectadores Árbitra: Oh Hyeon-jeong | Asistencia: 200 espectadores Árbitra: Oh Hyeon-jeong |

| 30 de octubre de 2019, 16:00 | Vietnam | 0:3 (0:0) | Corea del Norte                              | IPE Chonburi Stadium, Chonburi, Tailandia |                          |
|                              |         | Reporte   | - 47' Ji-hwa - 61' Kyong-yong - 70' Sol-song | Árbitra: Fusako Kajiyama                  | Árbitra: Fusako Kajiyama |

| 30 de octubre de 2019, 19:00 | Australia                          | 3:1 (2:0) | Tailandia      | Chonburi Stadium, Chonburi, Tailandia |                         |
|                              | - Fowler 17', 41' - Jade Nevin 56' | Reporte   | - 63' Aupachai | Árbitra: Mahsa Ghorbani               | Árbitra: Mahsa Ghorbani |

| 2 de noviembre de 2019, 16:00 | Tailandia      | 1:3 (0:2) | Corea del Norte                                  | Chonburi Stadium, Chonburi, Tailandia |                         |
|                               | - Pram-nak 59' | Reporte   | - 5' Kyong-yong - 27' Chong-gyong - 47' Su-gyong | Árbitra: Mahsa Ghorbani               | Árbitra: Mahsa Ghorbani |

| 2 de noviembre de 2019, 16:00 | Australia    | 1:0 (0:0) | Vietnam | IPE Chonburi Stadium, Chonburi, Tailandia |                         |
|                               | - Fowler 84' | Reporte   |         | Árbitra: Oh Hyeon-jeong                   | Árbitra: Oh Hyeon-jeong |

### Grupo B
| Equipo        | Pts | PJ | PG | PE | PP | GF | GC | Dif |
| ------------- | --- | -- | -- | -- | -- | -- | -- | --- |
| Japón         | 9   | 3  | 3  | 0  | 0  | 9  | 1  | +8  |
| Corea del Sur | 6   | 3  | 2  | 0  | 1  | 3  | 3  | 0   |
| China         | 3   | 3  | 1  | 0  | 2  | 7  | 5  | +2  |
| Birmania      | 0   | 3  | 0  | 0  | 3  | 1  | 11 | -9  |

| 28 de octubre de 2019, 16:00 | Japón                                                    | 5:0 (2:0) | Birmania | IPE Chonburi Stadium, Chonburi, Tailandia             |                                                       |
|                              | - Yamamoto 36', 49' - Ōsawa 39' - Hirosawa 66' - Itō 67' | Reporte   |          | Asistencia: 120 espectadores Árbitra: Pansa Chaisanit | Asistencia: 120 espectadores Árbitra: Pansa Chaisanit |

| 28 de octubre de 2019, 19:00 | China      | 1:2 (1:1) | Corea del Sur    | Chonburi Stadium, Chonburi, Tailandia               |                                                     |
|                              | - Xuan 34' | Reporte   | - 1', 72' Ji-woo | Asistencia: 100 espectadores Árbitra: Abirami Naidu | Asistencia: 100 espectadores Árbitra: Abirami Naidu |

| 31 de octubre de 2019, 16:00 | Birmania        | 1:5 (0:1) | China                                                         | IPE Chonburi Stadium, Chonburi, Tailandia |                      |
|                              | - Thaw Thaw 73' | Reporte   | - 5' Mengjia - 52', 62' Qian - 70' (pen.) Linlin - 90+1' Xuan | Árbitra: Pak Un-jong                      | Árbitra: Pak Un-jong |

| 31 de octubre de 2019, 19:00 | Corea del Sur | 0:2 (0:1) | Japón                      | Chonburi Stadium, Chonburi, Tailandia |                               |
|                              |               | Reporte   | - 16' Kanno - 84' Yamamoto | Árbitra: Ranjita Devi Tekcham         | Árbitra: Ranjita Devi Tekcham |

| 3 de noviembre de 2019, 16:00 | Japón                   | 2:1 (1:0) | China         | Chonburi Stadium, Chonburi, Tailandia                  |                                                        |
|                               | - Kato 10' - Morita 70' | Reporte   | - 72' Pingwei | Asistencia: 180 espectadores Árbitra: Edita Mirabidova | Asistencia: 180 espectadores Árbitra: Edita Mirabidova |

| 3 de noviembre de 2019, 16:00 | Corea del Sur   | 1:0 (0:0) | Birmania | IPE Chonburi Stadium, Chonburi, Tailandia          |                                                    |
|                               | - Jeong-min 79' | Reporte   |          | Asistencia: 70 espectadores Árbitra: Abirami Naidu | Asistencia: 70 espectadores Árbitra: Abirami Naidu |

## Segunda fase
|  | Semifinales     | Semifinales    |   |                | Final           | Final |  |
|  |                 |                |   |                |                 |       |  |
|  |                 |                |   |                |                 |       |  |
|  | 6 de noviembre  |                |   |                |                 |       |  |
|  | Corea del Norte | 3              |   |                |                 |       |  |
|  | Corea del Sur   | 1              |   |                |                 |       |  |
|  |                 |                |   |                |                 |       |  |
|  |                 |                |   |                | 9 de noviembre  |       |  |
|  |                 |                |   |                | Corea del Norte | 1     |  |
|  |                 | Japón          | 2 |                |                 |       |  |
|  |                 |                |   |                |                 |       |  |
|  |                 |                |   |                |                 |       |  |
|  |                 |                |   |                | Tercer lugar    |       |  |
|  | 6 de noviembre  | 6 de noviembre |   | 9 de noviembre | 9 de noviembre  |       |  |
|  | Japón           | 7              |   | Corea del Sur  | 9               |       |  |
|  | Australia       | 0              |   |                | Australia       | 1     |  |

### Semifinales
| 6 de noviembre de 2019, 16:00 | Corea del Norte                    | 3:1 (2:0) | Corea del Sur       | Chonburi Stadium, Chonburi, Tailandia |                           |
|                               | - Kyong-yong 3', 9' - Il-gyong 53' | Reporte   | - 59' (pen.) Ji-woo | Árbitro(s): Abirami Naidu             | Árbitro(s): Abirami Naidu |

| 6 de noviembre de 2019, 20:00 | Japón                                                                            | 7:0 (2:0) | Australia | Chonburi Stadium, Chonburi, Tailandia |                                  |
|                               | - Kanno 21' (pen.) - Ōsawa 23', 48' - Yamamoto 50' - Itō 52' - Hirosawa 80', 86' | Reporte   |           | Árbitro(s): Ranjita Devi Tekcham      | Árbitro(s): Ranjita Devi Tekcham |

### Tercer puesto
| 9 de noviembre de 2019, 16:00 | Corea del Sur | 9:1 (4:0) | Australia    | Chonburi Stadium, Chonburi, Tailandia |                             |
|                               | - Noh Jin-young 14' - Choo Hyo-joo 24', 88' - Kang Ji-woo 36', 75', 84' (pen.), 90' - Hyun Seul-gi 39' - Cho Mi-jin 90+2' | Reporte   | - 81' Fowler | Árbitro(s): Pansa Chaisanit           | Árbitro(s): Pansa Chaisanit |

### Final
| 9 de noviembre de 2019, 20:00 | Corea del Norte         | 1:2 (0:0) | Japón                          | Chonburi Stadium, Chonburi, Tailandia |                              |
|                               | - Kim Yun-ok 82' (pen.) | Reporte   | - 47' Yamamoto - 72' Takahashi | Árbitro(s): Edita Mirabidova          | Árbitro(s): Edita Mirabidova |

| Bandera de Japón |
| Campeona Japón   |
| Sexto título     |

## Equipos clasificados a la Copa Mundial Femenina de Fútbol Sub-20
Los siguientes tres equipos de la AFC se clasificaron para la Copa Mundial Femenina de Fútbol Sub-20 de 2021.
| Equipo          | Fecha de clasificación |
| --------------- | ---------------------- |
| Corea del Norte | 6 de noviembre de 2019 |
| Japón           | 6 de noviembre de 2019 |
| Corea del Sur   | 9 de noviembre de 2019 |